# فرد سنودن
فرد سنودن (بالإنجليزية: Fred Snowden)‏ هو مدرب كرة سلة أمريكي، ولد في 1936 في بريوتون في الولايات المتحدة، وتوفي في 17 يناير 1994 في واشنطن العاصمة في الولايات المتحدة.